# MKNK1
La serina/treonina cinasa 1 de interacción con MAP cinasa (MKNK1) es una enzima con actividad serina/treonina cinasa (EC 2.7.11.1) codificada en humanos por el gen HGNC MKNK1 .

## Interacciones
La proteína MKNK1 ha demostrado ser capaz de interaccionar con:
- MAPK1[3]
- EIF4G1[4]